# الجيش الروماني المتأخر
في الدراسات الحديثة، تبدأ الفترة المتأخرة للجيش الروماني باعتلاء الإمبراطور دقلديانوس العرش عام 284 ميلادي، وتنتهي عام 476 مع خلع رومولوس أوغستولوس، الذي كان متزامنًا مع عهد السيادة. خلال الفترة 395-476، تفكك جيش النصف الغربي للإمبراطورية الرومانية تدريجيًا، بينما ظل نظيره في الشرق، المعروف باسم الجيش الروماني الشرقي (أو الجيش البيزنطي المبكر)، على حاله إلى حد كبير من حيث الحجم والبنية حتى عهد جستنيان الأول (حَكَمَ بين 527-565).
خضع الجيش الإمبراطوري الروماني في عهد الزعامة (30 قبل الميلاد - 284 ميلادي) لتحول كبير نتيجة الفوضى في القرن الثالث. على عكس جيش عهد الزعامة، كان جيش القرن الرابع يعتمد بشكل كبير على التجنيد الإجباري وكان جنوده يتقاضون رواتب أقل بكثير مما كانوا عليه في القرن الثاني. ربما قدم البرابرة من خارج الإمبراطورية نسبة أكبر بكثير من مجندي الجيش المتأخر مقارنة بالجيش في القرنين الأول والثاني، ولكن هناك القليل من الأدلة على أن هذا أثر سلبًا على أداء الجيش القتالي.
تتباين التقديرات العلمية لحجم جيش القرن الرابع على نطاق واسع، بدءًا من 400 ألف إلى أكثر من مليون عنصر فاعل (أي نفس حجم جيش القرن الثاني تقريبًا إلى أكبر بمرتين أو ثلاث مرات). يرجع هذا إلى أدلة متفرقة، على عكس جيش القرن الثاني الموثق بشكل أفضل.
في ظل الحكم الرباعي، فُصلت القيادات العسكرية عن الحكام الإداريين لأول مرة، على عكس عهد الزعامة، إذ كان حكام المقاطعات أيضًا قادةً لجميع القوات العسكرية المنتشرة في مقاطعاتهم.
كان التغيير الرئيسي في بنية جيش القرن الثاني هو إنشاء جيوش مرافقة كبيرة، والتي تضم عادةً 20 ألف إلى 30 ألف من قوات البلاتيني من الدرجة الأولى. كانت تتمركز تلك الجيوش المرافقة عادةً بالقرب من العواصم الإمبراطورية (القسطنطينية في الشرق، ميلان في الغرب)، أي بعيدًا عن حدود الإمبراطورية. كانت الوظيفة الأساسية لهذه الجيوش هي ردع مغتصبي السلطة، وعادة ما كانت تقوم بحملات تحت القيادة الشخصية لأباطرتها. قُسمت الفيالق إلى وحدات أصغر قابلة للمقارنة في الحجم مع الأفواج المساعدة للزعيم. اعتمد المشاة معدات أكثر حماية من سلاح الفرسان الرئيسي.
لا يبدو أن دور سلاح الفرسان في الجيش المتأخر قد عُزز بشكل كبير مقارنة بجيش عهد الزعامة. الدليل هو أن سلاح الفرسان كان إلى حد كبير بنفس النسبة من العدد الإجمالي للجيش كما في القرن الثاني وأن دوره التكتيكي ومكانته ظلوا متشابهين. ومع ذلك، فقد زُود سلاح الفرسان في الجيش الروماني المتأخر بأعداد أكبر من الوحدات المتخصصة، مثل سلاح الفرسان الثقيل للغاية ورماة السهام. خلال القرن الرابع اللاحق، اكتسب سلاح الفرسان سمعة عدم الكفاءة والجبن لدورهم في ثلاث معارك كبرى. في المقابل، احتفظ المشاة بسمعتهم التقليدية المتميزة.
شهد القرنان الثالث والرابع تعديل العديد من القلاع الحدودية القائمة لجعلها أكثر قابلية للدفاع، بالإضافة إلى بناء حصون جديدة ذات دفاعات أقوى. أثار تفسير هذا الاتجاه جدلًا مستمرًا حول ما إذا كان الجيش قد تبنى إستراتيجية دفاعية متعمقة أو استمر في نفس الموقف من الدفاع الأمامي كما كان في وقت مبكر. كانت العديد من عناصر الموقف الدفاعي للجيش المتأخر مماثلة لتلك المرتبطة بالدفاع الأمامي، مثل الموقع الأمامي للقلاع، والعمليات المتكررة عبر الحدود، والمناطق العازلة الخارجية للقبائل البربرية المتحالفة. مهما كانت إستراتيجية الدفاع، كان من الواضح أنها كانت أقل نجاحًا في منع التوغلات البربرية مما كانت عليه في القرنين الأول والثاني. قد يكون هذا بسبب الضغط البربري الشديد، أو ممارسة الاحتفاظ بجيوش كبيرة من أفضل القوات في الداخل، ما يحرم قوات الحدود من الدعم الكافي.